# مران رباعي الأضلاع
المُران الرباعي الأوراق (باللاتينية: Fraxinus quadrangulata) نوع نباتي ينتمي إلى جنس المُران من الفصيلة الزيتونية.
موطنه منطقة الغرب الأوسط في الولايات المتحدة.